# Suicideboys
I Suicideboys sono un duo rap statunitense formatosi nel 2014 a New Orleans. I fondatori, nonché membri, sono i cugini Aristos Petrou in arte Ruby da Cherry e Scott Arceneaux Jr. in arte Scrim (stilizzato $crim).
Attraverso la piattaforma di condivisione musicale SoundCloud il duo riesce ad affermarsi nella scena hip hop underground e in poco tempo, complici anche i temi trattati all'interno dei loro brani che spaziano dalla dipendenza da droghe alle tendenze suicide, anche a livello mainstream. I loro brani sono inoltre apprezzati per essere quasi interamente auto-prodotti.
Il duo ha inoltre fondato una propria etichetta discografica, la G*59 Records, tramite la quale pubblicano tutte le loro produzioni. Dopo aver guadagnato sempre più seguito, e dopo aver pubblicato numerosi EP nel corso degli anni, il 7 settembre 2018 pubblicano il loro primo album ufficiale: I Want to Die in New Orleans. L'album debuttò al numero 9 della Billboard 200 riuscendo a raggiungere circa 40 000 copie vendute nelle prime settimane di vendita.

## Storia

### Antefatti
Scott Arceneaux Jr. nasce l'11 aprile 1989. Fu ispirato a produrre musica da artisti come T-Pain e Kanye West. Comprò il suo primo laptop con del denaro che riuscì a procurarsi tramite lo spaccio e iniziò a imparare le basi da DJ. La sua passione per il DJing accrebbe sempre di più quando iniziò a frequentare il college e dove, più volte, venne assunto come DJ nei party che si svolgevano all'interno di esso. Ha anche lavorato presso un rivenditore di arredamento di seconda mano, tuttavia fu licenziato dopo tre anni per via della sua scelta di tatuarsi la mano.
Aristos Petrou nasce il 22 aprile 1990 da madre statunitense e padre greco-cipriota. Cresciuto a Metairie in Louisiana, si avvicinò al mondo della musica all'età di sette anni. Cominciò a suonare il violino e poco dopo la batteria all'età di dieci anni e prese inoltre parte in alcune band durante il periodo scolastico. La sua personale esperienza con il punk rock è proseguita qualche anno dopo quando gli si presentò l'opportunità di unirsi a una band, i Vapo-Rats, come batterista. Tuttavia abbandonò il progetto per via dell'apparente apatia e disinteressamento da parte di alcuni membri, circa il futuro della band. Ormai deciso a intraprendere una carriera nel mondo hip hop, decise di formare un duo con Arceneaux.
Arceneaux e Petrou sono cugini. Per via del fatto che entrambi sembravano decisi a intraprendere seriamente una carriera musicale, ed entrambi delusi dalle loro vite personali fino a quel momento, formarono insieme i $uicideboy$ con la premonizione che qualora non avessero raggiunto le aspettative, ovvero il successo, entrambi si sarebbero tolti la vita. In una intervista rilasciata presso Mass Appeal, Arceneaux, parlando del percorso che il duo avrebbe dovuto affrontare disse:
($crim, 9 maggio 2017)

### Suicideboys
Il primo progetto del duo sono una serie di EP, ognuno contenente tre brani dal nome Kill Your$elf. Nel giugno 2014 pubblicano Kill Your$elf Part I: The $uicide $aga su SoundCloud e Bandcamp, riuscendo ad attirare l'attenzione grazie anche alla collaborazione con il già affermato rapper underground Bones. Nei mesi successivi, il duo pubblica nove ulteriori parti della già citata serie Kill Your$elf. Dopo svariate collaborazioni ed EP, il 3 marzo 2015 pubblicano il loro primo progetto completo Gray/Grey.
L'affermazione nella scena underground arriva nel 2015 con l'EP $outh $ide $uicide, in collaborazione con il rapper Pouya. A ottobre 2018, l'EP ha raccolto più di 75 milioni ascolti soltanto sulla piattaforma SoundCloud. La consacrazione all'interno delle classifiche musicali mainstream avviene con la pubblicazione dell'EP Radical $uicide nell'estate del 2016. L'EP che contiene cinque tracce, prodotte dal DJ EDM Getter, ha raggiunto la posizione numero 17 sulla classifica stilata dalla rivista Billboard, Hot Rap Songs. Il 7 settembre 2018, pubblicano il loro primo album in studio I Want to Die in New Orleans. In un post pubblicato su Twitter, il duo ha dichiarato:
($uicideboy$, 18 luglio 2018)
Il duo ha raggiunto un notevole successo all'interno della scena rap underground, in parte dovuto anche ai temi trattati all'interno dei loro brani considerati di nicchia e raramente affrontati nei brani appartenenti al rap mainstream. A ottobre 2018 il loro brano più visualizzato su YouTube è Paris, con oltre 110 milioni di visualizzazioni. il brano più riprodotto sul loro profilo Spotify è Kill Yourself Part 3.

### Side-Project
In aggiunta al lavoro svolto insieme, Petrou e Arceneaux seppur in maniera sporadica, hanno lavorato e pubblicato brani in collaborazione con altri artisti in maniera individuale.
Arceneaux ha pubblicato svariati mixtape sotto lo pseudonimo di $crim. Alcuni tra questi includono Narcotics Anonymous, #DrugFlow2 e Patron Saint of Everything Totally Fucked. In aggiunta, ha inoltre collaborato come produttore esclusivo per la Republic Records; una casa discografica attiva come sussidiaria della Universal Music Group, arrivando a produrre per diversi artisti tra cui anche Drake.
Petrou ha pubblicato due mixtape da solista con lo pseudonimo di Oddy Nuff da Snow Leopard ovvero The Jefe Tape nel 2012 e Pluto nel 2014.

## Controversie
Il duo è stato più volte bersaglio di critiche, soprattutto da parte dei critici di musica mainstream. Le critiche che vengono più frequentemente mosse nei loro confronti riguardano principalmente la loro aggressività nei brani, la scelta del loro nome, i testi delle loro canzoni e il loro comportamento. Molte delle loro canzoni contengono riferimenti a Satana, tuttavia Arceneaux in una intervista ha voluto sottolineare che l'utilizzo di immaginari e riferimenti a Satana è semplicemente una metonimia per tutti gli effetti negativi del denaro, della droga o comunque di tutto ciò che può potenzialmente manipolare le persone.
Arceneaux è un ex tossicodipendente da oppiacei, in una intervista rilasciata per Adam Grandmaison, ha affermato che era sua pratica usuale attirare le persone su Craigslist per poi derubarle con l'unico scopo di riuscire a racimolare abbastanza denaro per acquistare droghe. Nonostante in passato sia stato dipendente da molteplici sostanze stupefacenti tra cui eroina, Idrocodone e Ossicodone, Arceneaux è completamente sobrio da qualsiasi sostanza dal Luglio 2017.
Nel Settembre 2016, deadmau5 ha accusato il duo di violazione di copyright. Il brano contestato dal produttore canadese è Antarctica. Il brano, infatti, contiene campionamenti provenienti dal brano I Remember realizzata dal disc jockey canadese in collaborazione con Kaskade. Il brano, presente all'interno dell'EP Dark Side of the Clouds pubblicato nel gennaio 2016, aveva raggiunto svariate milioni di riproduzioni sulle piattaforme di YouTube e SoundCloud. Per evitare ulteriori provvedimenti, lecito pensare di natura legale, il brano venne rimosso dal duo da entrambe le piattaforme.
Nel settembre 2021, il brano è stato reso di nuovo disponibile a patto che nei crediti fossero presenti deadmau5 e Kaskade.

## Stili e influenze
La musica dei Suicideboys oscilla tra vari sottogeneri del rap. Alcuni dei loro brani sono realizzati con una tonalità malinconica e con testi che affrontano tematiche riguardanti la depressione e il suicidio, altri invece con tonalità più aggressive e con temi riguardanti la violenza e numerosi riferimenti sessuali. Numerosi sono inoltre i brani che fanno chiaro riferimento alla città di New Orleans, svariati nomi delle loro canzoni sono infatti tratti da nomi di strade o quartieri della città nella quale sono nati e cresciuti, come Paris di cui abbiamo parlato in precedenza.
Tra le influenze più grandi del duo ci sono senza dubbio i Three 6 Mafia. In molti dei primi brani pubblicati sono presenti campionamenti provenienti da brani del gruppo. Sebbene l'utilizzo di tali campionamenti non sia stato particolarmente apprezzato da alcuni ex membri, su tutti Gangsta Boo, il fondatore del gruppo Juicy J ha espresso il proprio supporto al duo tanto da chiedergli di collaborare nella realizzazione di alcuni suoi brani poi inclusi nei mixtape Highly Intoxicated e Shutdafukup.
Escludendo alcuni casi, la quasi totalità della discografia dei $uicideboy$ è stata auto-prodotta principalmente dallo stesso Arceneaux con lo pseudonimo di Budd Dwyer (un omaggio al politico Budd Dwyer, noto per essersi suicidato durante una conferenza stampa in diretta televisiva, sparandosi in bocca). Arceneaux ha inoltre collaborato nel ruolo di produttore con svariati artisti appartenenti alla scena hip hop statunitense tra cui Denzel Curry e Juicy J oltre che al già citato Drake.

## Discografia

### Album in studio
- 2018 – I Want to Die in New Orleans
- 2021 – Long Term Effects of Suffering
- 2022 – Sing Me a Lullaby, My Sweet Temptation
- 2024 - New World Depression
- 2025 - THY KINGDOM COME

### $crim solista
- 2012 - Narcotics Anonymous
- 2013 - Patron Saint Of Evetything Totally Fucked
- 2013 - ‘Drugflow 1&2’’
- 2020 - A Man Rose from the Dead
- 2024 - lonely boy
- 2024 - lonely boy (deluxe edition)
- 2025 - via crucis

### Ruby Da Cherry solista
- 2014 - Pluto (come Oddy Nuff da Snow Leopard)
- 2023 - tragic love songs to study to [vol. 5] (come DUCKBOY)
- 2023 - existential hymns for the average sigma [vol. 9] (come DUCKBOY)
- 2025 - coping strategies to combat the algorithm [vol. 7] (come DUCKBOY)

### Raccolte
- 2016 – Songsthatwewontgetsuedforbutattheendofthedayweallgonnadieanyway

### EP
- 2014 - Kill Yourself Part I: The $uicide $aga
- 2014 - Kill Yourself Part II: The Black $uede $aga
- 2014 - Kill Yourself Part III: The Budd Dwyer $aga
- 2014 - Kill Yourself Part IV: The Trill Clinton $aga
- 2014 - Kill Yourself Part V: The Fuck Bitches, Get Death $aga
- 2014 - Kill Yourself Part VI: The T$unami $aga
- 2014 - Kill Yourself Part VII: The Fuck God $aga
- 2015 - Kill Yourself Part VIII: the $eppuku $aga
- 2015 - Kill Yourself Part IX: the $oul$eek $aga
- 2015 - Kill Yourself Part X: the Re$urrection $aga
- 2015 - Black $uicide (con Black Smurf)
- 2015 - Black $uicide Side B: $uicide Hustle con Black Smurf
- 2015 - G.R.E.Y.G.O.D.S. con Ramirez
- 2015 - Grey Sheep
- 2015 - i No Longer Fear the Razor Guarding My Heel
- 2015 - Black $uicide Side C: The Seventh Seal con Black Smurf
- 2015 - $outh $ide $uicide con Pouya
- 2015 - I No Longer Fear the Razor Guarding My Heel (II)
- 2015 - G.R.E.Y.G.O.D.S.I.I. con Ramirez
- 2016 - DIRTYNASTY$UICIDE con Germ
- 2016 - Grey Sheep II
- 2016 - Radical $uicide con Getter
- 2016 - I No Longer Fear the Razor Guarding My Heel (III)
- 2017 - DIRTIERNASTIER$UICIDE con Germ
- 2017 - Kill Yourself Part XI: The Kingdom Come Saga
- 2017 - Kill Yourself Part XII: The Dark Glacier Saga
- 2017 - Kill Yourself Part XIII: The Atlantis Saga
- 2017 - Kill Yourself Part XIV: The Vulture Saga
- 2017 - Kill Yourself Part XV: The Coast of Ashes Saga
- 2017 - Kill Yourself Part XVI: The Faded Stains Saga
- 2017 - Kill Yourself Part XVII: The Suburban Sacrifice Saga
- 2017 - Kill Yourself Part XVIII: The Fall of Idols Saga
- 2017 - Kill Yourself Part XIX: The Deep End Saga
- 2017 - Kill Yourself Part XX: The Infinity Saga
- 2019 - Live Fast, Die Whenever con Travis Barker
- 2023 - Shameless Suicide con Shakewell
- 2023 - Yin Yang Tapes: Spring Season (1989 - 1990)
- 2023 - Yin Yang Tapes: Summer Season (1989 - 1990)
- 2023 - Yin Yang Tapes: Fall Season (1989 - 1990)
- 2023 - Yin Yang Tapes: Winter Season (1989 - 1990)
- 2023 - I No Longer Fear The Razor Guarding My Heel (V)

### Mixtape
- 2015 - Gray/Grey
- 2015 - 7th or St. Tammany
- 2015 - Yungdeathlillife
- 2015 - High Tide in the Snake's Nest
- 2015 - My Liver Will Handle What My Heart Can't
- 2015 - Now the Moon's Rising
- 2016 - Dark Side of the Clouds
- 2016 - Eternal Grey
- 2020 - Stop Staring at the Shadows
- 2022 - Dirtiestnastiestsuicide con Germ

### Collaborazioni
- 2016 – Radical $uicide con Getter